# Marcelo Fornazier
Marcelo Fornazier Selbach (Porto Alegre, 1964), mais conhecido como Marcelo Fornazier, e também conhecido como 4nazzo, Quatronazzo e Marcelo Fornasier, é um músico, compositor e produtor musical.

Foi guitarrista da banda Astaroth, a primeira banda gaúcha de heavy metal a gravar um LP, além de participar de bandas icônicas do Rio Grande do Sul como DeFalla e Os The Darma Lóvers. Tocou também nas bandas Lory F. Band, Les Johnsons e Justine.
Compôs trilhas sonoras para o grupo teatral Falos e Stercus e para o filme Tolerância.

## Recepção crítica com a banda DeFalla
O álbum de estreia de Marcelo Fornazier na banda DeFalla foi Kingzobullshitbackinfulleffect92 (1992). Álbum que influenciou o rock brasileiro dos anos 1990, como chegaram a afirmar Chico Science, da Nação Zumbi, e Marcelo D2, do Planet Hemp.
Como repercussão do sucesso desse álbum, a banda recebeu alguns prêmios da revista Bizz, uma das mais importantes revistas de música da época, como de 'Melhor Grupo', 'Melhor Disco', 'Melhor Vocalista' e 'Melhor Letrista' (Edu K), em 1992. Além da indicação na catergoria de 'Melhor Música Nacional' (onde ficaram em 3º lugar com o single "Caminha"). O álbum recebeu o prêmio de Melhor Capa (2º lugar).

Kingzobullshitbackinfulleffect92 foi considerado um dos discos que mudou a história do rock brasileiro. E o guitarrista da banda Pato Fu,  John Ulhoa, define a obra como fenomenal.

## Participação em álbuns de outras bandas
Marcelo Fornazier participou como músico, arranjador e produtor da gravação de diversos álbuns de bandas brasileiras que aparecem na lista de 100 álbuns mais importantes do Rock gaúcho:
- Com a banda Comunidade Nin-Jitsu, Fornazier tocou sitar na faixa Detetive, do álbum Broncas Legais (1999)[21], eleito na posição 20 como um dos 100 álbuns mais importantes do Rock gaúcho.[20]

- Com a banda Da Guedes, fez arranjos, tocou guitarra e elaborou programação de batidas para diversas canções dentre elas algumas do álbum Cinco Elementos (1999)[22], eleito na posição 52.[20]

## Prêmios e indicações

### Prêmio Açorianos
| Ano  | Categoria                 | Indicação         | Resultado |
| ---- | ------------------------- | ----------------- | --------- |
| 1992 | Pop/Rock - Instrumentista | Marcelo Fornazier | Venceu    |
| 1999 | Pop/Rock - Instrumentista | Marcelo Fornazier | Venceu    |
| 2000 | Pop/Rock - Instrumentista | Marcelo Fornazier | Venceu    |